# Valstybinių miškų urėdija
VĮ Valstybinių miškų urėdija ist ein zentrales staatliches Unternehmen der Landesforstverwaltung in Litauen im Bereich der Forstwirtschaft, Umweltschutz (Waldschutz), Rekreation der staatlichen Wäldern. Es untersteht dem Umweltministerium Litauens. Es wurde statt  lokalen 42 Forstämtern (lit. miškų urėdija) errichtet. Die Adresse lautet  	Pramonės pr. 11A, LT-51327 Kaunas. Der Sitz des Unternehmens sollte Ende 2018 in die Rajongemeinde Panevėžys verlegt werden, aber das wurde nicht verwirklicht. Der Hauptsitz befindet sich in der litauischen Hauptstadt Vilnius, im Stadtteil  Vilkpėdė, Savanorių prospektas 176.
Am 15. Januar 1991 errichtetes staatliches Unternehmen Valstybės įmonė Valstybinis miškotvarkos institutas wurde am 19. September 2017 zu Valstybės įmonė Valstybinis miškotvarkos institutas und am 8. Januar 2018 zu Valstybės įmonė Valstybinių miškų urėdija. Im Juli 2018 gab es 3538 Mitarbeiter.